# 一日市の盆踊

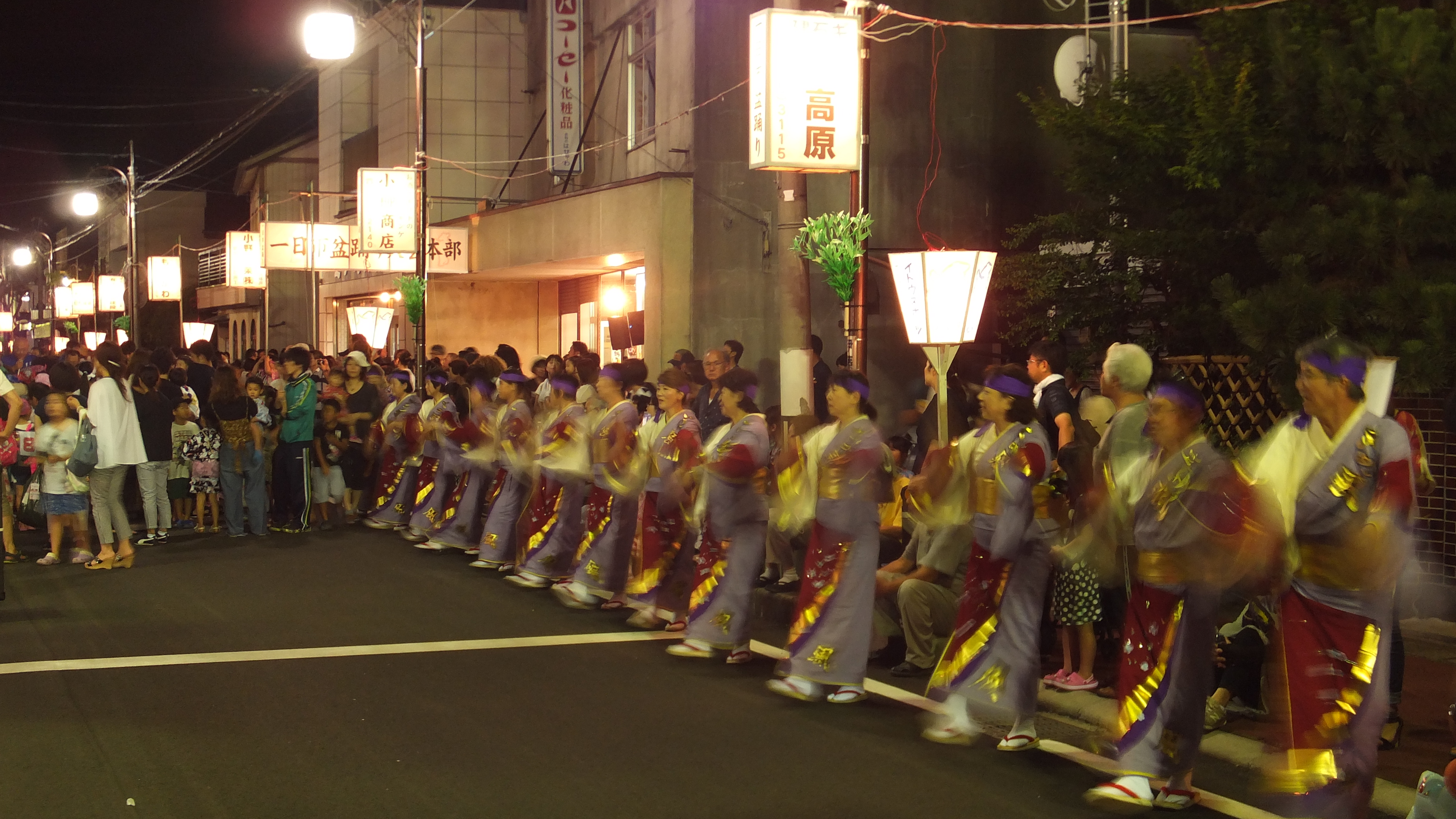
一日市盆踊りの様子（2017年）

一日市の盆踊（ひといちのぼんおどり）は、秋田県南秋田郡八郎潟町一日市で行われる盆踊り。毎年8月18日から20日に行われる。秋田県の無形民俗文化財に指定されている。
毛馬内の盆踊、西馬音内の盆踊と合わせて、同県内での三大盆踊りと称される。
起源については明らかではないが、永享年間から永禄年間（1429年 - 1570年の間）には踊られていたようで、当地に羽州街道の宿場や津軽藩の本陣が設置され栄えた寛文2年（1662年）の頃には現在の形になったと伝えられる。
死者を弔うために死者の姿に仮装して踊られていたが、時が経つにつれ「仮装」がクローズアップされるようになった。現在では浴衣姿のほか、僧侶や力士、花魁、洋装など、さまざまな姿に仮装した踊り手が通りにあふれる。

## 開催場所
- 一日市商店街 : 八郎潟駅前の秋田県道219号三倉鼻五城目線（秋田県道298号道村大川線重複区間）を通行止めにして行われる。

## アクセス
鉄道
JR東日本 奥羽本線 八郎潟駅前、徒歩数分